# Тиаз

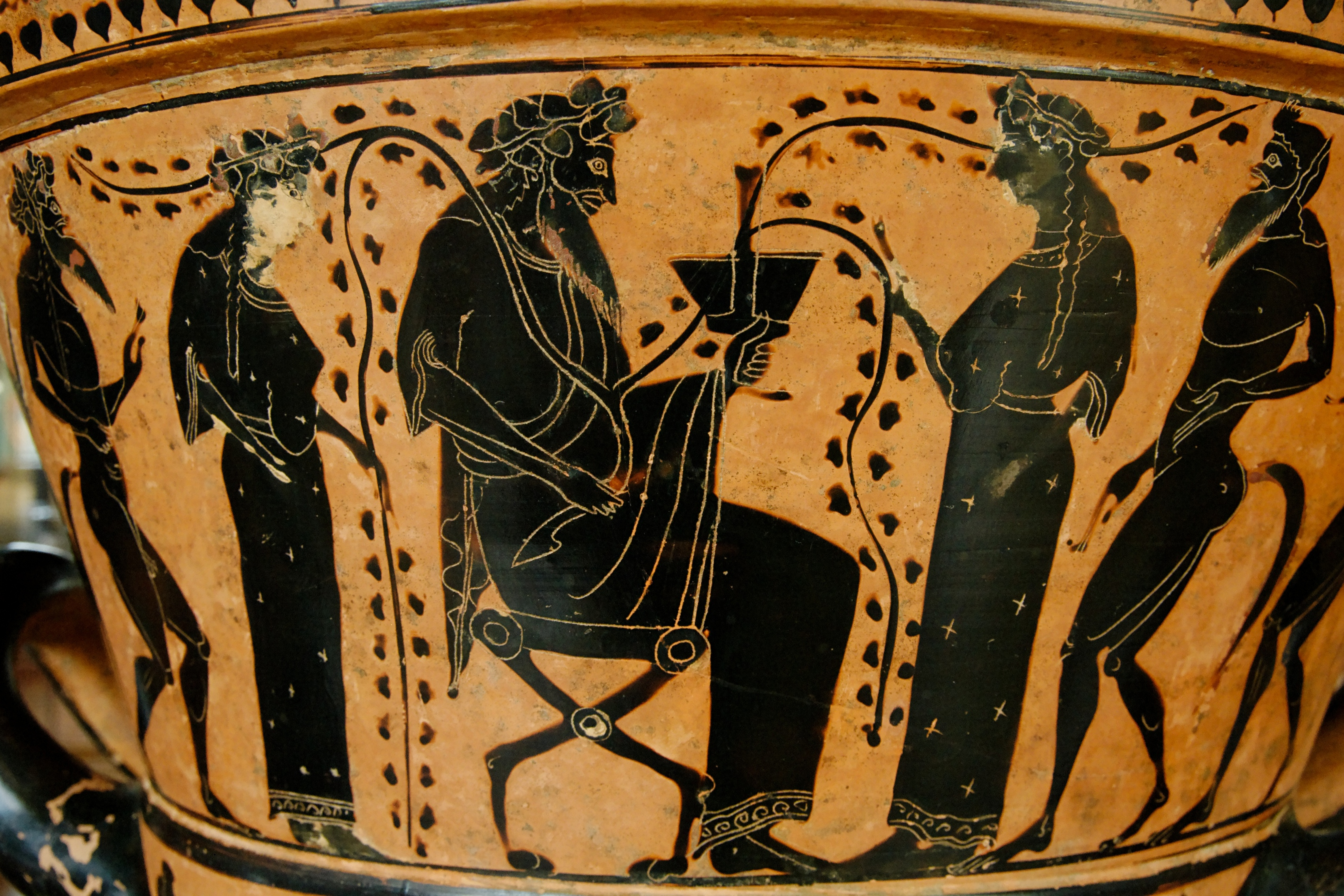
Тиаз
(рисунок на вазе ок. 500 г. до нашей эры)

Тиаз (греч. θίασος; букв. «шествие Вакха») — в древнегреческой культуре так называлась экстатическая процессия, устраивавшаяся в честь каких-то божеств (прежде всего Диониса).
Участники и участницы шествия с криками, пением, плясками пробегали по улицам города и окрестностям. Судя по материалу, который дают вазовая живопись и древнегреческая поэзия, мифические тиазы Диониса олицетворяли пестроту и роскошь освободившихся от оков производительных сил природы, демонический характер лесной и горной жизни, вакхическое вдохновение.
Кроме менад, в тиазах участвовали нимфы, сатиры, силены, паны, кентавры, аллегорические фигуры, имевшие отношение к культу Диониса, богиня опьянения — Мета, дочь несмешанного вина — Акрат, богиня таинства посвящения — Телета, олицетворения кома, дифирамба, комедии и трагедии, Эрот, хариты, Горы, Музы, Геба и другие персонажи древнегреческой мифологии.
Тиазами назывались также вообще все античные общества, имевшие общий культ, будь они составлены именно с этой целью или для взаимной поддержки, для общих удовольствий или занятий.